# بيغي مان
بيغي مان (بالإنجليزية: Peggy Mann)‏ هي عازفة الجاز ومغنية أمريكية، ولدت في 24 يوليو 1919، وتوفيت في 1988.